# 1616 Filipoff
1616 Filipoff eller 1950 EA är en asteroid i huvudbältet som upptäcktes den 15 mars 1950 av den franske astronomen Louis Boyer vid Algerobservatoriet. Den har fått sitt namn efter astronomen Lionel Filipoff.
Asteroiden har en diameter på ungefär 23 kilometer.